# Jaskinia Brestowska
Jaskinia Brestowska (słow. Brestovská jaskyňa) – jaskinia na Słowacji, w Tatrach Zachodnich. Z długością korytarzy 1890 m, z których część jest wypełniona wodą, jest najdłuższą jaskinią słowackich Tatr Zachodnich. Jest drugą (po Jaskini Bielskiej) udostępnioną dla turystów jaskinią w słowackich Tatrach i jedyną po ich orawskiej stronie.

## Położenie
Jaskinia leży w zachodniej części Tatr Zachodnich, u wylotu Doliny Zuberskiej do Kotliny Zuberskiej. Jej otwór znajduje się w zawalonym leju krasowym na wysokości 867 m n.p.m., na południowo-zachodnim krańcu polany Brestová. Stanowi element aktywnego, współcześnie czynnego systemu krasowego, który równolegle do osi doliny prowadzi część wód Zimnej Wody Orawskiej oraz niektórych jej lewobrzeżnych dopływów (potoki z dolinek Volariská i Múčnica). Wody te wypływają na zewnątrz w wywierzysku, znanym jako Wypływ Stefkovskiego Potoku (słow. Brestovská vyvieračka), położonym na wysokości 851 m n.p.m., ok. 200 m na zachód od wylotu Jaskini Brestowskiej.

## Geologia i geomorfologia
Jaskinia jest utworzona w wapieniach i dolomitach jednostki choczańskiej i w zlepieńcach węglanowych okresu eocenu. W jaskini w wielu miejscach jest widoczny kontakt między tymi dwoma kompleksami. Największe sale jaskini powstały na tym kontakcie, natomiast na przebieg korytarzy istotny wpływ ma sieć lokalnych spękań górotworu.
Jaskinia jest systemem korytarzy, z których część jest całkowicie zalana przez wodę. Złożona jest z dwóch połączonych z sobą pięter. W górnej części jaskini znajduje się pięć syfonów, położonych jeden za drugim; pierwszy z nich ma długość 120 m. Dolne piętro jest obecnie aktywne, a korytarze je tworzące są przedzielone syfonami, których głębokość dochodzi do 17 m. Oba piętra zostały początkowo uformowane w warunkach freatycznych (tj. w warunkach całkowitego zalania jaskini wodą) i dopiero później przemodelowane w warunkach wadycznych (tj. gdy zwierciadło wód gruntowych opadło poniżej poziomu jaskini lub przynajmniej jej części).
W jaskini występują liczne osady klastyczne naniesione przez przepływający potok, których miąższość miejscami przekracza 1,5 m. Wśród allochtonicznego materiału frakcji żwirowej dominują fragmenty skał krystalicznych, budujących górne piętro doliny Zimnej Wody Orawskiej.
Szata naciekowa jaskini jest stosunkowo skromna i reprezentowana głównie przez polewy naciekowe. Powstawały one w pięciu etapach, poczynając od ok. 200 tys. lat temu.

## Mikroklimat
Jaskinia charakteryzuje się statycznym mikroklimatem. Temperatura wewnątrz waha się pomiędzy 4,9 a 5,5 °C.

## Historia poznania i eksploatacji
Wstępne, tak zwane „suche partie” jaskini, a także jej system hydrologiczny z sąsiednim Wypływem Stefkowskiego Potoku były od dawna znane okolicznym mieszkańcom. Gdy przez Zuberec płynęło zbyt mało wody, mieszkańcy regulowali tok Zimnej Wody Orawskiej tak, by przepuścić go przez jaskinię i uzupełnić wodę w potokach Suchym i Stefkowskim.
Już w XIX w. partie wstępne zwiedzali tatrzańscy turyści, między innymi Tytus Chałubiński (w 1886 r.) i Jan Gwalbert Pawlikowski (przed 1887 r.). Znana długość jaskini wynosiła wtedy ponad 450 m.
W latach 20. XX w. jaskinię eksplorowali członkowie Klubu Czechosłowackich Turystów, którzy ocenili ją wówczas jako trudno dostępną i mało interesującą. Mimo to w kolejnych dziesięcioleciach speleolodzy odkrywali jej dalsze korytarze. W latach 60. XX w. dokonano odkryć powiększających długość jaskini do ok. 625 m. Zagradzający dalszą drogę w głąb jaskini długi syfon po raz pierwszy próbowano przenurkować w 1968 r., a następnie w 1974 r. Przebyto go dopiero w 1979 r. Był to wówczas najdłuższy pokonany syfon w jaskini tatrzańskiej. Odkryto za nim ok. 775 m korytarzy poprzegradzanych czterema kolejnymi syfonami, oraz piąty syfon, zbyt wąski do przebycia.

## Fauna jaskini
W jaskini stwierdzono 35 taksonów bezkręgowców, głównie należących do rzędów skoczogonków (Collembola) i muchówek (Diptera). W wodach jaskini stwierdzono występowanie 18 taksonów zoobentosu. Są wśród nich m.in. studniczek tatrzański (Niphargus tatrensis) – znany z wielu jaskiń tatrzańskich oraz głębinówka ślepa (Bathynella natans). Ponadto w podziemnym potoku płynącym przez jaskinię obserwowano pstrągi. Jaskinia jest także ważnym stanowiskiem nietoperzy; łącznie odnotowano tam przedstawicieli dziewięciu gatunków. Na uwagę zasługuje zidentyfikowanie w tej jaskini podkowca śródziemnomorskiego (Rhinolophus euryale). Jaskinia Brestowska jest jednym z dwóch najdalej na północ wysuniętych stanowisk tego gatunku na Słowacji.

## Ochrona jaskini
Od 1994 r. jaskinia jest chroniona jako narodowy pomnik przyrody (słow. národná prírodná pamiatka). Decyzją Krajského úradu životného prostredia w Żylinie nr 2/2008 z 10 listopada 2008 r. wokół jaskini ustanowiono pasmo ochronne o powierzchni 59,3 ha.

## Turystyka
Przygotowania do turystycznego udostępnienia jaskini trwały od pierwszych lat XXI w., a jej otwarcie dla zwiedzających było poprzedzone kompleksowymi badaniami multidyscyplinarnymi, opublikowanymi w 2008 r. Dopiero jednak w roku 2015 zainstalowano w jaskini stalowe schodki i kładki celem przystosowania jej do ruchu turystycznego. Wykonano również niezbędną infrastrukturę zewnętrzną. Od 31 sierpnia 2016 r. jaskinia jest udostępniona do zwiedzania. Turyści zwiedzają ją w grupach 15 osobowych; są wyposażeni w kaski i posługują się własnym oświetleniem. Trasa turystyczna liczy 424 m, ma dwa poziomy połączone stromymi metalowymi schodami. Zwiedzanie trwa ok. 50 minut. Ze względów na konieczność ochrony wrażliwego ekosystemu jaskini ustalono limit dzienny na 5-6 grup zwiedzających.
Jaskinia Brestowska jest trzynastą udostępnioną do zwiedzania jaskinią administrowaną przez Zarząd Słowackich Jaskiń (słow. Správa slovenských jaskýň) z siedzibą w Liptowskim Mikułaszu.